# Georg Rataller
Georg Rataller (auch George Rataller, Georgius Ratallerus, * 1528 in Leeuwarden; † 1581) war ein niederländischer Philologe und Übersetzer.

## Leben
Er besuchte die Schule in seiner Heimatstadt Leeuwarden, einer seiner Mitschüler war Suffridus Petrus (1527–1597). Er ging dann nach Utrecht, wo er bei Macropedius studierte. Neben seinen juristischen Studien widmete er sich, entgegen dem Wunsch seines Vaters, der Philologie, ab 1548 in Löwen, ein Jahr später im französischen Bourges. Nach einem Italien-Aufenthalt wurde er 1560 Ratsmitglied in Mechelen. Einige Jahre darauf wurde er in Dänemark Gesandter der Margarethe von Parma bei Friedrich II. 1569 wurde er Ratspräsident in Utrecht, „mehr um in der Zeit des beginnenden Aufstandes Schlimmes zu verhüten als aus innerer Neigung“.
Rataller machte sich vor allem als Übersetzer griechischer Werke einen Namen, die er ins Lateinische übertrug (Hesiod, Sophokles, Euripides u. a.).

## Werke (Auswahl)
- (als Übersetzer:) Euripidis poëtæ tragici tres tragoediæ, Phoenissae, Hippolytus coronatus, atque Andromacha, … Antwerpen 1581. (Digitalisat)